# Mordellistena atrocinctipennis
Mordellistena atrocinctipennis es una especie de coleóptero de la familia Mordellidae.

## Distribución geográfica
Habita en Hoa Binh (Vietnam).